# سیگنیفای
سیگنیفای (انگلیسی: Signify) شرکت الکترونیک هلندی است، که در سال ۲۰۱۵ تأسیس شد.